# Vuurtoren van Cape Disappointment

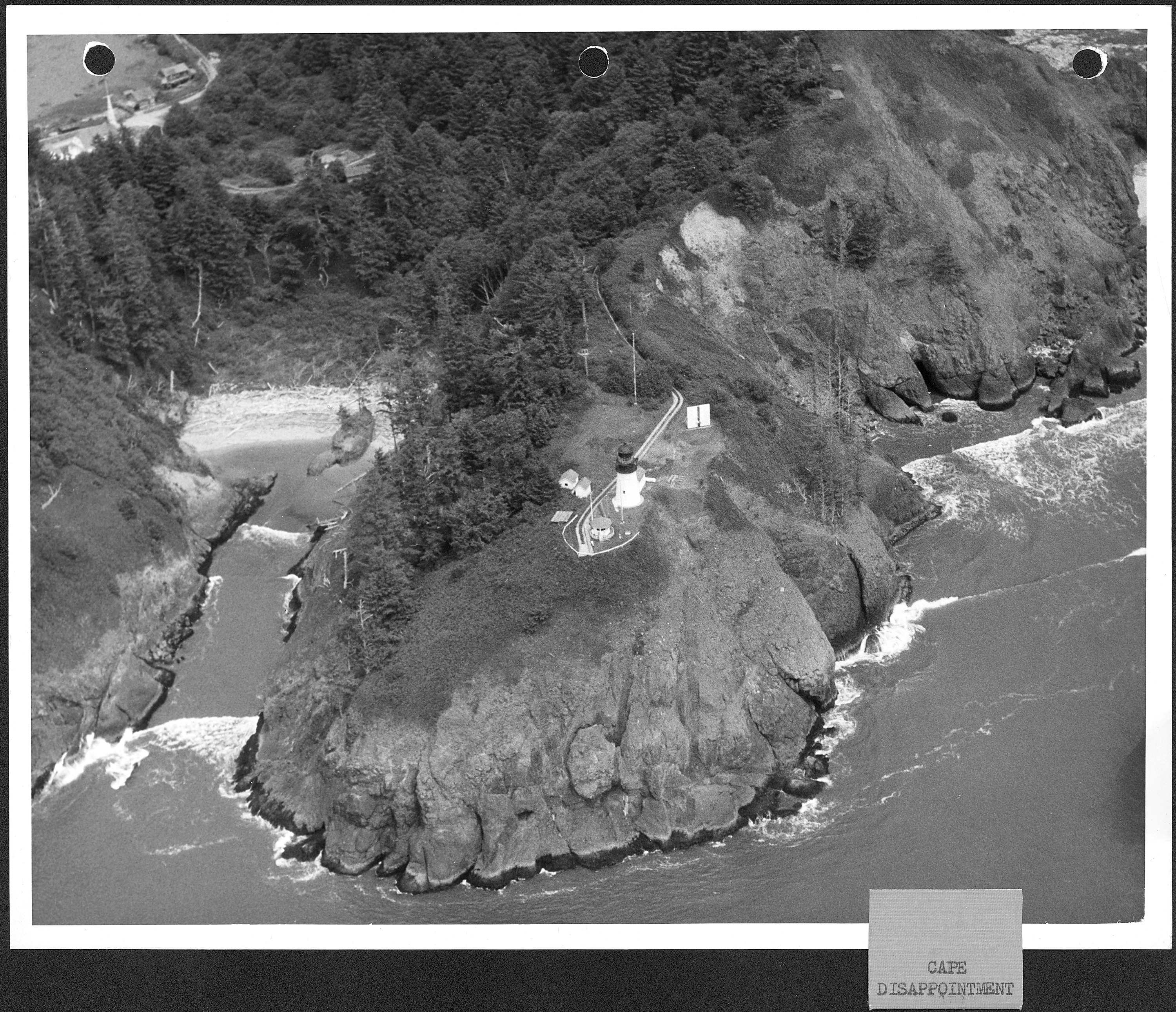
Cape Disappointment in circa 1943

Cape Disappointment Light is een vuurtoren op Cape Disappointment (Washington) nabij de monding van de Columbia. De kaap reikt tot een hoogte van 200 meter en was een duidelijk herkenningspunt. In 1856 werd de vuurtoren voor het eerst in gebruik genomen. Aangezien schepen die uit het noorden kwamen het licht niet konden zien werd er een extra vuurtoren gebouwd op North Head, op enkele kilometers van Cape Disappointment. De vuurtoren werd aangesloten op het elektrisch net in 1937.
In 1956 had de Amerikaanse kustwacht plannen om de vuurtoren te sluiten maar zag af van die plannen na protest van de loodsen op de Columbia.

## Locatie
Ondanks de brede monding van de Columbia hadden veel schippers moeite met het vinden van de ingang. Het klimaat is ongunstig, er komt veel mist voor en het kan er flink stormen. Verder botsen het rivier- en zeewater op elkaar met gevaarlijke stromingen en verraderlijke ondiepten tot gevolg. Veel schepen zijn er in moeilijkheden geraakt en ook gezonken. De regio staat bekend als de Graveyard of the Pacific, ofwel de Begraafplaats van de Grote Oceaan.
Al in een vroeg stadium werd de noodzaak voor goede navigatiehulpmiddelen duidelijk. De eerste beschrijving van maatregelen is uit 1812. In dat jaar werd een grote witte vlag opgehangen en bomen in brand gestoken om de schepen te helpen. In 1850 werd een onderzoek gestart naar een goede plaats voor de bouw van een vuurtoren. Aan het einde van dat jaar werd een rapport gepresenteerd waarbij een vuurtoren op de zuidpunt van Cape Disappointment werd aanbevolen. Op die plaats was het licht goed zichtbaar, het terrein relatief vrij van bomen en de aanvoer van bouwmaterialen goed mogelijk.

## De bouw
De bouw ging niet probleemloos. Het eerste schip met bouwmaterialen, de Oriole, arriveerde in september 1853. Het liep echter aan de grond en ging ten onder. De bemanning werd gered, maar de lading ging verloren. In 1854 arriveerde een tweede schip, deze loste de lading in Baker Bay op ongeveer een kilometer ten oosten van de bouwplaats. Een conische toren van 16 meter (53 voet) hoog en een natuurstenen muur van 1,5 meter dik aan de basis en 0,8 meter aan de top werd gemetseld. Twee jaar later werd de lens geleverd. Het was een eerste orde fresnellens met een gewicht van zes ton. Op 15 oktober 1856 werd de lamp voor het eerst ontstoken. Het karakter was continu wit licht waardoor een kostbaar mechaniek om de lens te laten ronddraaien niet nodig was. De toren kostte in totaal $ 38.500. Verder werd een mistbel geplaatst, deze sloeg negen keer per minuut als er mist was. In 1871 werd de bel tijdens een artillerie oefening kapotgeschoten. De nieuwe bel was niet altijd goed te horen door het gebulder van de golven die op de kust sloegen.

## Extra vuurtoren noodzakelijk
Voor schepen die vanuit het noorden de Columbia wilden opvaren was het licht niet goed zichtbaar. In 1883 standden de Whistler en in 1887 de Grace Roberts ten noorden van de monding. Een lichtschip, Lightship No. 50, werd aangeschaft om het scheepvaartverkeer te helpen en in 1893 werd het voorstel gedaan voor een tweede vuurtoren, North Head Light. North Head Light staat drie kilometer ten noorden van Cape Disappointment Light en is zowel vanuit het zuiden als van het noorden goed zichtbaar. De lens van Cape Disappointment Light verhuisde naar deze tweede vuurtoren en kreeg hiervoor een vierde orde lens terug. Deze heeft een kleiner bereik, maar dit is geen probleem daar de vuurtoren minder belangrijk was geworden. Deze lens heeft een afwisselend rood en wit licht. Beide vuurtorens werden in 1937 op het elektrisch net aangesloten.
In 1956 had de Amerikaanse kustwacht plannen om de vuurtoren te sluiten maar zag hier van af na protest van de loodsen op de Columbia. In 1973 werd het licht geautomatiseerd waardoor een vuurtorenwachter overbodig werd. Van Astoria wordt het licht nu bediend. De vuurtoren maakt deel uit van Cape Disappointment State Park.

## Etymologie
De Spaanse ontdekkingsreiziger Bruno Heceta zag de kaap op 17 augustus 1775. Hij noemde deze Cabo San Roque en de rivier San Roque.
Beide namen zijn niet gebleven. In juli 1788 was de Engelse kapitein John Meares op zoek naar de ontdekkingen van Heceta. Meares kon de rivier niet opvaren en dacht dat het een baai was. Hij schreef in zijn logboek: "We can now with safety assert, that no such river as that of St. Roc (sic) exists, as laid down in the Spanish charts." Om zijn teleurstelling te onderstrepen gaf hij de kaap de naam "Cape Disappointment". De rivier San Roque werd in 1792 door Robert Gray de Columbia genoemd, naar zijn schip, de Columbia Rediviva.